# Torneo WTA de San Petersburgo 2019
El St. Petersburg Ladies Trophy 2019 fue un evento de tenis de la WTA Premier, se disputó en San Petersburgo (Rusia) en el Sibur Arena y en cancha dura bajo techo, desde el 28 de enero hasta el 3 de febrero de 2019.

## Distribución de puntos
| Modalidad           | Campeón | Finalista | Semifinal | Cuartos de final | 3ª ronda | 2ª ronda | 1ª ronda | Clasificados | 2ª ronda de clasificación | 1ª ronda de clasificación |
| Individual femenino | 470     | 305       | 185       | 100              | 55       | 30       | 1        | 25           | 13                        | 1                         |
| Dobles femenino     | 470     | 305       | 185       | 100              | 1        | -        | -        | -            | -                         | -                         |

## Cabezas de serie

### Individuales femenino
| Tenista            | Ranking | Preclasificada |
| Petra Kvitová      | 6       | 1              |
| Kiki Bertens       | 9       | 2              |
| Daria Kasátkina    | 10      | 3              |
| Aryna Sabalenka    | 11      | 4              |
| Julia Goerges      | 13      | 5              |
| Jeļena Ostapenko   | 22      | 6              |
| Dominika Cibulková | 25      | 7              |
| Donna Vekić        | 29      | 8              |

- Ranking del 14 de enero de 2019.[2]

### Dobles femenino
| Tenista                               | Ranking | Preclasificada |
| Raquel Atawo Katarina Srebotnik       | 51      | 1              |
| Kristina Mladenovic Galina Voskoboeva | 68      | 2              |
| Shuko Aoyama Lidziya Marozava         | 83      | 3              |
| Timea Bacsinszky Vera Zvonareva       | 121     | 4              |

## Campeones

### Individual femenino
Kiki Bertens venció a  Donna Vekić por 7-6(7-2), 6-4

### Dobles femenino
Margarita Gasparyan /  Yekaterina Makarova vencieron a  Anna Kalinskaya /  Viktória Kužmová por 7-5, 7-5